# 霍氏白鮭
霍氏白鮭，為輻鰭魚綱鮭形目鮭科的一種，被IUCN列為次級保育類動物。

## 分布
本魚僅分布於北美洲五大湖區(除伊利湖外)。

## 深度
水深30至189公尺。

## 特徵
本魚體延長，側扁。眼較大，上側位，眼前緣無脂眼瞼。眼間隔寬而圓突。口小，端位，上下頜等長。上下頜、犁骨、顎骨和舌上均無牙。體被圓鱗。背部為綠色，略帶紫色和粉紅色暈彩；體下側和腹部為銀色； 側線明顯，臀鰭、腹鰭與胸鰭略呈黃色；尾部與背鰭暗色，尾鰭深叉。體長可達37公分。

## 生態
本魚棲息在低水溫湖泊較深的斜坡，屬肉食性，以底棲無脊椎動物等為食，其繁殖期在秋冬之際，魚卵約4個月孵化。

## 經濟利用
原為經濟魚類，但自19世紀以來因繁殖速度慢加上過度捕撈，族群數量已大幅下降。